# Дайлон Лівраменто
Дайлон Роча Лівраменто до Росаріо (нід. Dailon Rocha Livramento do Rosario, нар. 4 травня 2001, Роттердам, Нідерланди) — кабовердійський футболіст, нападник італійського клубу «Верона» та національної збірної Кабо-Верде.

## Ігрова кар'єра

### Клубна
Дайлон Лівраменто народився у Роттердамі. Грати у футбол починав у місцевих клубах. У 2021 році футболіст приєднався до клубу «Рода» з Керкраде. Починав грати в молодіжній команді. 26 жовтня 2021 року в кубковому матчі Лівраменто дебютував на професійному рівні.
В серпні 2022 року Лівраменто перейшов до клубу Еерстедивізі «Маастріхт», з яким підписав дворічний контракт з опцією продовження ще на один рік. Вже у першому турі нового сезону нападник зіграв першу гру в новій команді. Наступний сезон Лівраменто починав вже як постійний гравець основи команди і відзначався високою результативністю.
В липні 2024 року Лівраменто перейшов до італійського клубу «Верона», підписавши з клубом контракт на чотири роки. 10 серпня у матчі Кубку Італії нападник зіграв першу гру в новій команді. 18 серпня Лівраменто вийшов на свою першу гру в чемпіонаті країни проти «Наполі», де відзначився забитим голом.

### Збірна
В березні 2024 року Дайлон Лівраменто дебютував у складі національної збірної Кабо-Верде.